# Exyra hubbardiana
Exyra hubbardiana är en fjärilsart som beskrevs av Dyar 1904. Exyra hubbardiana ingår i släktet Exyra och familjen nattflyn. Inga underarter finns listade i Catalogue of Life.